# Ošelín
Ošelín település Csehországban, Tachovi járásban. Ošelín Bor, Benešovice, Černošín és Svojšín településekkel határos. Lakosainak száma 159 fő (2024. január 1.).

## Népesség
A település lakosságának változását az alábbi diagram mutatja:
| Lakosok száma | 786  | 689  | 722  | 280  | 184  | 112  | 158  | 167  | 145  | 159  |
|               | 1869 | 1900 | 1921 | 1961 | 1980 | 2011 | 2016 | 2019 | 2021 | 2024 |